# Jozef Chovanec
Jozef Chovanec (* 7. března 1960 Dolné Kočkovce) je československý fotbalista, český trenér a manažer slovenského původu, v současnosti bez angažmá. Od 28. 6. 2018 do 19. 10. 2020 byl předsedou Komise rozhodčích FAČR.

## Hráčská kariéra
V 1.československé lize debutoval 25. září 1978 v dresu Sparty Praha ve věku 18 let. Soupeřem Sparty v 6. kole byla Slavia Praha. Sparta zvítězila 1:0 vlastním gólem Miroslava Pauříka. Na tomto gólu měl Chovanec lví podíl, když po Slaného rohovém kopu se míč odrazil od debutujícího Jozefa Chovance, který clonil brankáře Zlámala, k slávistovi Pauříkovi a od něho do branky. Po krátkém působení v Rudé Hvězdě Cheb se nejvíce prosadil jako hráč pražské Sparty, s níž získal osm ligových titulů (6 československých, 2 české). V roce 1986 vyhrál anketu Hráč roku. Jako fotbalista československé reprezentace hrál na mistrovství světa v roce 1990 v Itálii. V letech 1988–1991 působil v nizozemském PSV Eindhoven, kde vyhrál dvakrát nizozemskou ligu a dvakrát Nizozemský fotbalový pohár.

## Trenérská kariéra
Jeho první trenérské angažmá byl krátký záskok v roce 1994, kdy působil v klubu AC Sparta Praha jako hrající trenér. Po ukončení hráčské kariéry v roce 1995 pokračoval ve fotbale jako manažer a trenér. Na podzim 1996 nahradil na lavičce Sparty odvolaného Vlastimila Petrželu a dovedl klub k ligovému titulu. V sezoně 1997/1998 dovedl Spartu premiérově do skupinové fáze Ligy mistrů, kde letenský tým ve své skupině obsadil třetí pozici za Borussií Dortmund a Parmou. 
Po podzimu 1997 odešel trénovat českou reprezentaci, kde působil do roku 2001, ve Spartě ho nahradil trenér Zdeněk Ščasný. Stal se prvním trenérem na světě, který se svým týmem ovládl kvalifikační cyklus (kvalifikaci na Euro 2000) s maximálním počtem bodů (tj. 30 bodů za 10 výher). Na samotném Euru 2000 ale český tým skončil v základní skupině na nepostupovém třetím místě. Poté, co byla reprezentace vyřazena Belgií v baráži o účast na fotbalovém mistrovství světa 2002, byl z funkce reprezentačního trenéra odvolán a nahradil ho Karel Brückner, dosavadní asistent.
Ke klubové práci se vrátil v létě 2002 jako trenér Příbrami, se kterou ale bojoval jen o záchranu. Následně působil krátce v ruském Krasnodaru, v roce 2006 se stal prezidentem pražské Sparty. Na jaře 2008 vedl krátce A-tým jako hlavní trenér a dosáhl na vítězství v českém poháru. Na podzim 2008 se znovu vrátil k týmu jako hlavní trenér, když nahradil odvolaného Vítězslava Lavičku. Zde působil tři roky, v nichž dovedl klub pouze jedenkrát k mistrovskému titulu v sezóně
2009/10. V roce 2010 vyhrál v prvním ročníku českého Superpoháru, čímž jako první trenér v historii dokázal vyhrát všechny tři české fotbalové trofeje. V prosinci 2011 byl odvolán majitelem Křetínským, zejména pro pohárový neúspěch. V době Chovancova odvolání vedla Sparta v půli sezóny ligu o šest bodů. Tým převzal asistent Martin Hašek, Sparta v lize skončila druhá 2 body za Libercem.
V roce 2014 krátce působil jako trenér klubu MFK Ružomberok. Od poloviny října 2014 do začátku dubna 2015 působil jako trenér fotbalového klubu ŠK Slovan Bratislava. V soutěžních zápasech měl s týmem zápornou bilanci 9 výher, 1 remíza a 11 proher. Dne 6. dubna 2015 byl odvolán z funkce trenéra v týmu ŠK Slovan Bratislava. Spolu s ním skončil i jeho asistent Horst Siegl.

## Úspěchy

### Hráčské

#### AC Sparta Praha
- 6× mistr československé ligy: 1983/84, 1984/85, 1986/87, 1987/88, 1988/89, 1992/93
- 2× mistr české ligy: 1993/94, 1994/95

#### PSV Eindhoven
- 2× mistr nizozemské ligy: 1988/89, 1990/91
- 2× vítěz nizozemského poháru: 1988/89, 1989/90
- 1× vítěz Superpoháru UEFA: 1988

### Trenérské

#### AC Sparta Praha
- 2× mistr české ligy: 1996/97, 2009/10
- 1× vítěz českého poháru: 2007/08
- 1× vítěz českého Superpoháru: 2010
- postup do šestnáctifinále Evropské ligy 2010/11

### Individuální - ocenění
- vítěz domácí ankety Fotbalista roku 1986
- 3× vítěz domácí ankety Trenér roku (1998-2000)
- 2. místo v anketě Mezinárodní federace fotbalových historiků a statistiků (IFFHS) o reprezentačního trenéra roku (1999)[2]